# Nomia thoracica
Nomia thoracica är en biart som beskrevs av Smith 1875. Nomia thoracica ingår i släktet Nomia och familjen vägbin. Inga underarter finns listade i Catalogue of Life.